# لاريسا باتشيكو
لاريسا موريرا باتشيكو (بالإنجليزية: Larissa Moreira Pacheco؛ مواليد 7 سبتمبر 1994) هي مُقاتلة فنون قتالية مختلطة برازيلية.

## وصلات خارجية
- لاريسا باتشيكو على موقع يو إف سي (الإنجليزية)
- لاريسا باتشيكو على موقع شيردوغ (الإنجليزية)
- لاريسا باتشيكو على موقع Tapology.com (الإنجليزية)
- لاريسا باتشيكو على موقع IMDb (الإنجليزية)